# 山代大火
山代大火（やましろたいか）は1937年（昭和12年）5月12日に石川県江沼郡山代町で起こった火災のことである。

## 経過
5月12日午前1時半頃、石川県江沼郡山代町字木谷真宗光楽寺（現13区）後方納屋から出火。目抜き商店街へ延焼し、一帯を焼き払った。同日、4時40分ごろに鎮火。

## 原因
火災の原因は山代温泉の旅館で仲居をしていた女性による放火である。放火犯と光楽寺住職との間で人間関係がこじれ、住職に恨みを持った女性が放火に及んだ。犯行は、11日の深夜に行われ、寺院後方の納屋に忍びこんだ放火犯が付近にあった枯葉を集めてマッチで火をつけた。放火犯を逮捕した巡査は表彰された。

## 被害
被害は全焼 119棟、罹災者700 余名、町役場も全焼と報じられている。主な焼失建物は、山代町役場、光楽寺、山代産業組合、九谷焼工場などである。

## 復興
この大火により総湯と東口を結ぶ道路が直線化し、温泉通りや加茂道が整備され、現在（2023年10月）の街並みの基礎ができた。